# Lac Lady Bird
Le Lac Lady Bird (anciennement Town Lake) est un lac de réservoir sur le Colorado dans le centre-ville d'Austin, au Texas. Le réservoir s'est formé en 1960 après la construction du barrage Longhorn.